# Christiane von Poelnitz

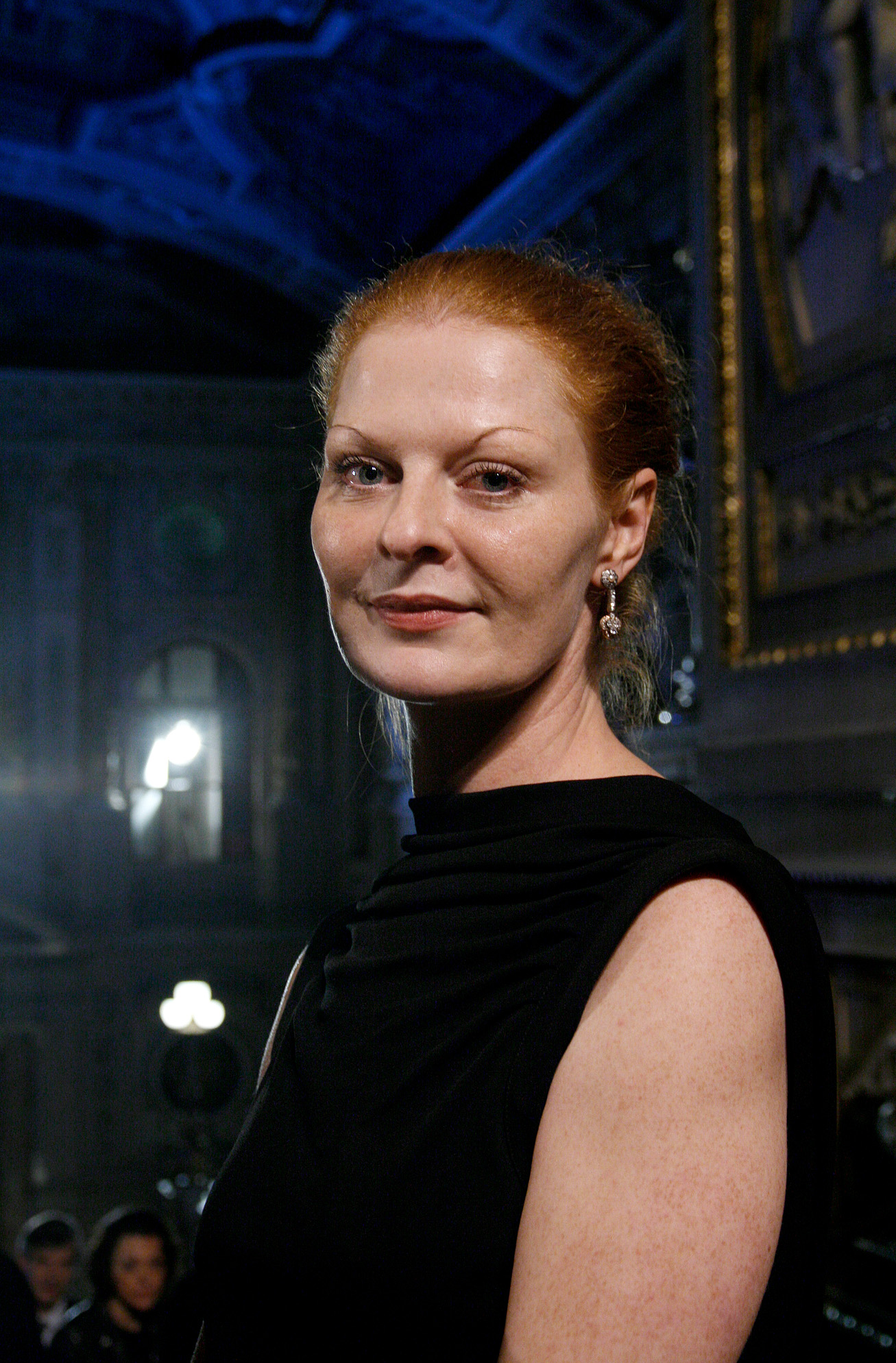
Christiane von Poelnitz (2010)

Christiane von Poelnitz (eigentlich: Christiane Bettina Magdalena Barbara Freiin von Pölnitz; * 17. März 1971 in Münchberg, Bayern) ist eine deutsche Schauspielerin.

## Leben
Christiane von Poelnitz entstammt dem vogtländischen Uradelsgeschlecht von Pölnitz. Sie wurde als viertes Kind des aus Plauen (Vogtland) stammenden Arztes Siegfried Schmalfuß und der Krankenschwester Gisela von Pölnitz in Münchberg in Oberfranken geboren. Ihre Ausbildung zur Schauspielerin absolvierte sie von 1993 bis 1997 an der Hochschule der Künste Berlin.  Gleich nach ihrem Abschluss erhielt sie 1997 ein Engagement am Kölner Schauspielhaus und war zuvor unter der Regie von Peter Stein bei den Salzburger Festspielen zu sehen, bis sie 2000 vom Regisseur Jan Bosse ans Hamburger Schauspielhaus geholt wurde. 2003 war sie außerdem als Gast am Bayerischen Staatsschauspiel zu sehen. In der darauffolgenden Saison hatte sie im April 2004 ihr Debüt am Wiener Burgtheater in Andrea Breths Don Carlos-Inszenierung und gehörte dort bis 2019 zum festen Ensemble. Seit der Spielzeit 2019/20 ist sie festes Ensemblemitglied am Thalia Theater in Hamburg. Daneben wirkte sie bei einer Vielzahl von Hörspielen mit.
Mit dem Burgschauspieler Joachim Meyerhoff hat von Poelnitz zwei Töchter.

## Filmografie (Auswahl)
- 1992: Across the big water (Kurzfilm)
- 1994: Due madri per Rocco
- 1995: Im Namen des Gesetzes
- 1997: Sardsch oder wer mit dem Teufel spielt
- 2000: Halt mich fest!
- 2000: Alarm für Cobra 11 – Die Autobahnpolizei (Fernsehserie, Folge: Janina)
- 2009: Tatort: Gesang der toten Dinge
- 2010: Jud Süß – Film ohne Gewissen[5]
- 2019: Unter anderen Umständen: Im finsteren Tal
- 2021: Solo für Weiss – Das letzte Opfer
- 2023: Polizeiruf 110: Little Boxes

## Theaterarbeiten (Auswahl)
- 1994: Wozzeck, Deutsche Staatsoper Berlin, Regie: Patrice Chéreau
- 1996: Nordische Heerfahrt, Regie: Andreas Kriegenburg, Rolle: Oernulf von der Fjorden
- 1997: Macbeth, Regie: Jan Bosse, Rolle: Lady Macbeth
- 1997: Libussa, Regie: Peter Stein, Salzburger Festspiele, Rolle: Dobra
- 1997: Bernarda Albas Haus, Regie: Uwe Hergenröder, Rolle: Martirio, Schauspielhaus Köln
- 1998: Aber nichts über Nachtigallen,
- 1998: Heute abend: Lola Blau (Georg Kreisler), Regie: Torsten Fischer, musikal. Leitung/Klavier: Johannes Falkenstein
- 2001: Maria Stuart, Regie: Ute Rauwald, Rolle:Maria Stuart, Deutsches Schauspielhaus Hamburg
- 2001: Platonow, Regie: Sebastian Hartmann, Rolle: Anna Petrowna
- 2004: Don Carlos, Burgtheater Regie: Andrea Breth, Rolle: Eboli
- 2004: God save Amerika, Akademietheater, Regie: Karin Beier Rolle: Irene
- 2004: Die Frau von früher, Akademietheater, Regie: Stephan Müller, Rolle: Romy Vogtländer
- 2004: Heute abend: Lola Blau (Kreisler), Kasino (ab 2006 Akademietheater), musikal. Leitung/Klavier Johannes Falkenstein
- 2005: Wir wollen den Messias jetzt oder Die beschleunigte Familie, Akademietheater, Regie: Karin Beier Rolle: Caroline
- 2005: Bunbury, Akademietheater, Regie: Falk Richter Rolle: Cecily Cardew
- 2006: Kleinbürger, Akademietheater, Regie: Karin Beier Rolle: Tatjana
- 2006: Der Meister und Margarita, Akademietheater, Regie: Niklaus Helbling Rolle: Ausbilderin Fuchs u. a.
- 2006: Viel Lärm um nichts, Burgtheater, Regie: Jan Bosse Rolle: Beatrice
- 2007: Maß für Maß, Burgtheater, Regie: Karin Beier, Rolle: Isabella
- 2008: Der Gott des Gemetzels, Burgtheater, Regie: Dieter Giesing, Rolle: Annette Reille
- 2008: Wer hat Angst vor Virginia Woolf?, Burgtheater, Regie: Jan Bosse, Rolle: Martha
- 2009: Das Leben ein Traum, Burgtheater, Regie: Karin Beier, Rolle: Rausaura
- 2009: Der goldene Drache, Akademietheater, Regie: Roland Schimmelpfennig, Rolle: Ein junges Mädchen, der Mann mit dem gestreiften Hemd, ein Asiate mit Zahnschmerzen, der Barbiefucker
- 2010: Das Begräbnis, Burgtheater, Regie: Thomas Vinterberg, Rolle: Helene
- 2010: lieber schön, Burgtheater-Kasino, Regie: Alexandra Liedtke, Rolle: Steph
- 2010: Peggy Pickit sieht das Gesicht Gottes, Akademietheater, Regie: Roland Schimmelpfennig, Rolle: Liz
- 2011: Das blinde Geschehen, Burgtheater, Regie: Matthias Hartmann, Rolle: die struppige Sophie
- 2011: Burgporträts, Burgtheater, Regie: Michael Laub, Rolle: sich selbst
- 2011: Solaris, Burgtheater-Vestibül, Regie: Alexander Wiegold, Rolle: Hari[6]
- 2012: Das fliegende Kind, Akademietheater, Regie: Roland Schimmelpfennig, Rolle: Eine Frau um die Vierzig
- 2012: Das trojanische Pferd, Burgtheater-Kasion, Regie: Matthias Hartmann, Rolle: Pallas Athene, Klytämnestra, Zeus, Thetis
- 2012: Elektra, Burgtheater, Regie: Michael Thalheimer, Rolle: Elektra
- 2013: Schatten (Eurydike sagt), Akademietheater, Regie: Matthias Hartmann: Eurydike
- 2013: Die Frau vom Meer, Akademietheater, Regie: Anna Bergmann, Rolle: Ellida
- 2014: Die Möwe, Akademietheater, Regie: Jan Bosse, Rolle: Irina Nikolajewna Arkadina
- 2014: Die Unverheiratete von Ewald Palmetshofer
- 2015: Wassa Schelesnowa von Maxim Gorki
- 2018: Die Perser von Aischylos, Rolle: Königin Atossa
- 2019: In Ewigkeit Ameisen von Wolfram Lotz
- 2024: Blue Skies nach T.C. Boyle, Thalia Theater, Regie: Jan Bosse[7]

## Hörspiele (Auswahl)
- 1998: Diane Samuels: Überlebensbilder: Kindertransport (Helga) – Regie: Ulrike Brinkmann (Hörspielbearbeitung – NDR)
- 2002: Linda Barnes: Ein Schnappschuss für Carlotta – Regie: Klaus-Michael Klingsporn (Hörspiel – DLR Berlin)

## Auszeichnungen
- 1996: Förderpreis für Schauspielstudenten des Bundesministers für Bildung, Wissenschaft, Forschung und Technologie
- 1996: Solopreis Schauspielschultreffen Chemnitz
- 2005: Bronzener Pinter
- 2005: Nominierung für den Nestroy-Theaterpreis in der Kategorie Beste Schauspielerin für Die Frau von früher
- 2006: Nominierung für den Nestroy-Theaterpreis in der Kategorie Beste Schauspielerin für Kleinbürger
- 2007: Nominierung für den Nestroy-Theaterpreis in der Kategorie Beste Schauspielerin für Viel Lärm um nichts
- 2010: Nominierung für den Nestroy-Theaterpreis in der Kategorie Beste Schauspielerin für Der goldene Drache
- 2013: Nestroy-Theaterpreis in der Kategorie Beste Schauspielerin für Elektra